# Villard-d'Héry
Villard-d'Héry is een gemeente in het Franse departement Savoie (regio Auvergne-Rhône-Alpes) en telt 219 inwoners (2005). De plaats maakt deel uit van het arrondissement Chambéry.

## Geografie
De oppervlakte van Villard-d'Héry bedraagt 4,9 km², de bevolkingsdichtheid is 44,7 inwoners per km².
De onderstaande kaart toont de ligging van Villard-d'Héry met de belangrijkste infrastructuur en aangrenzende gemeenten.

## Demografie
Onderstaande figuur toont het verloop van het inwonertal (bron: INSEE-tellingen).